# Чорнильний прапор

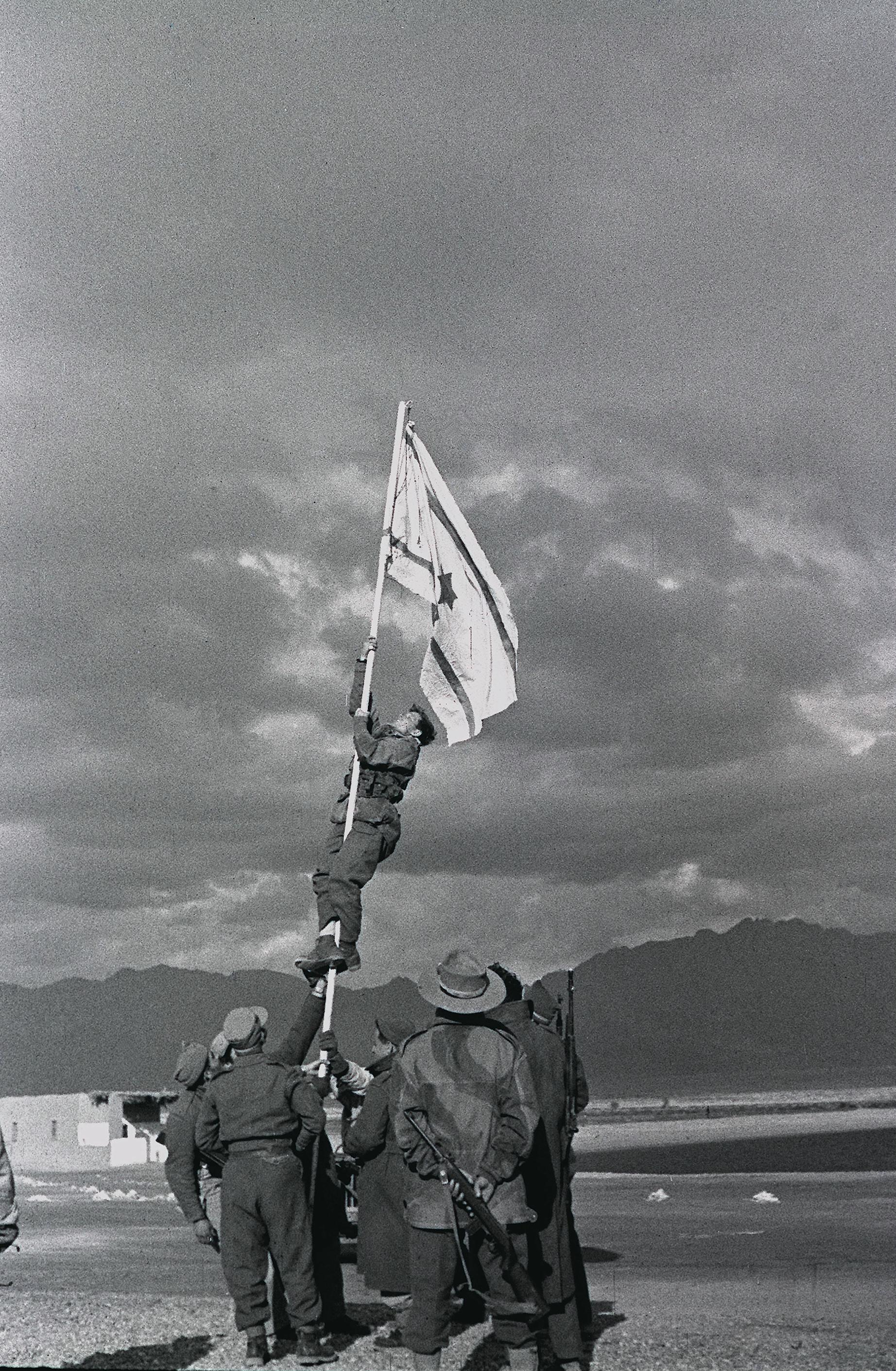
«Підняття чорнильного прапора», фотографія Мічі Перрі. Солдат угорі — капітан Авраам Адан.

Чорнильний прапор (івр. דֶּגֶל הַדְּיוֹ, деґель гадйо) — саморобний ізраїльський прапор, піднятий у березні 1949 року під час арабо-ізраїльської війни 1948 року на честь захоплення Умм-Рашрашу. Прапор у місці, яке пізніше стало містом Ейлат, було замінено офіційним прапором через дві години, коли прибула бригада Голані.

## Історія
5 березня 1949 року Ізраїль розпочав операцію «Увда», останній військовий маневр арабо-ізраїльської війни 1948 року. 10 березня Армія оборони Ізраїлю досягла берегів Червоного моря в Умм-Рашраш, на захід від Акаби в районі біблійного Елата, і захопила його без бою. В операції брали участь бригади «Негев» і «Голані». Капітан (пізніше генерал) Авраам Адан, командир роти 8-го батальйону бригади Негев, підняв імпровізований прапор із білого аркуша, помальованого чорнилом.
Імпровізований прапор був виготовлений за наказом командира бригади Негев Нахума Саріга, коли виявилося, що у бригади немає прапора Ізраїлю. Бійці знайшли аркуш, намалювали дві смуги чорнилом і пришили зірку Давида, вирвану з аптечки.
В Ейлаті в пам'ять про цю подію встановлено бронзову скульптуру роботи ізраїльського скульптора Бернарда Редера. Фото підняття Чорнильного прапора, зроблене солдатом Мічею Перрі, нагадує американське фото «Підняття прапора на Іодзімі» 1945 року.

## Галерея

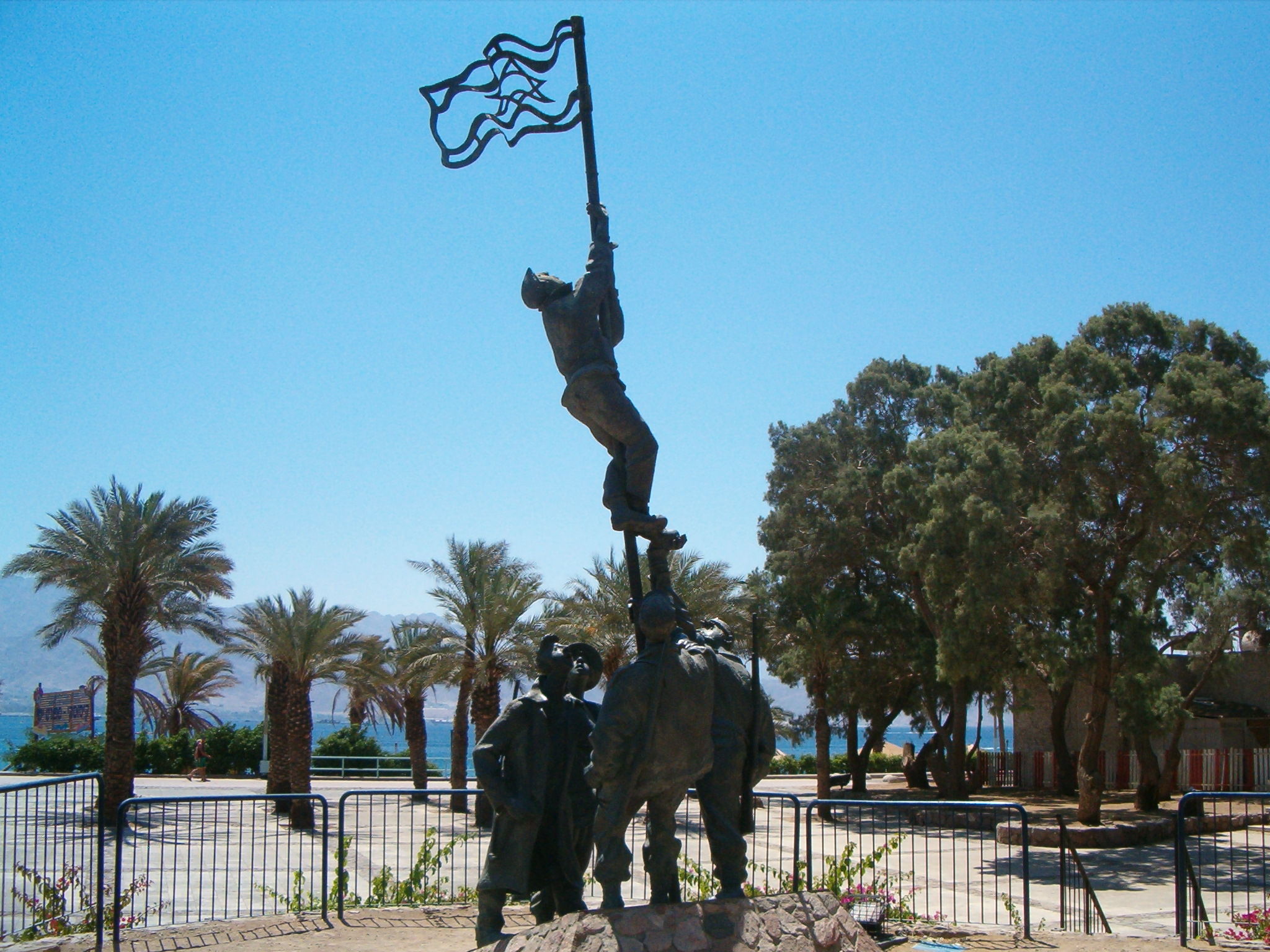
Скульптура Бернарда Редера
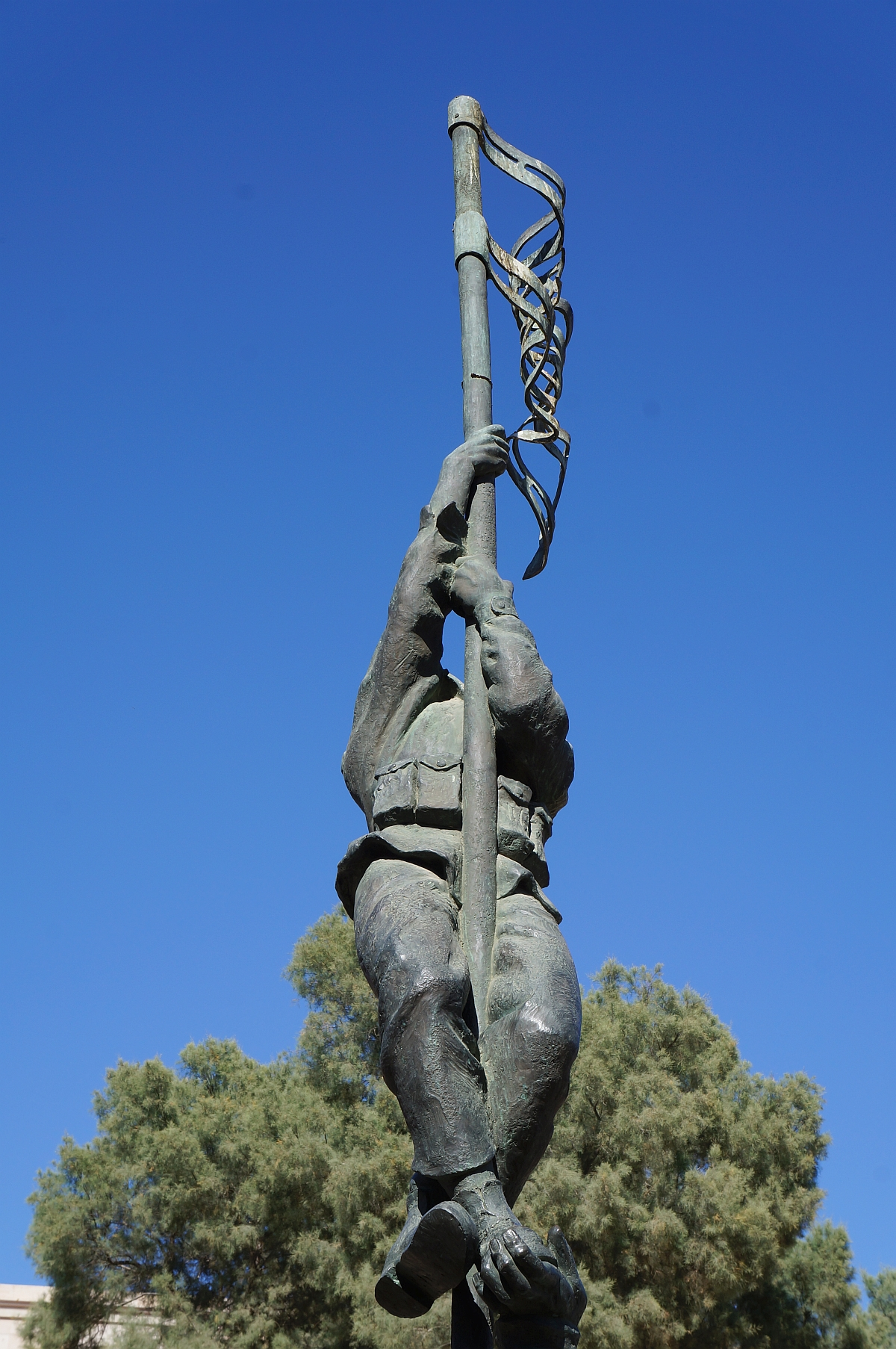
Зображення Авраама Адана на скульптурі